# 안와라 베굼
안와라 베굼(1948년 6월 1일 ~ )은 방글라데시의 배우이다. 1986 방글라데시 국립 영화상 여우주연상, 방글라데시 국립 영화상 여우조연상 7회 수상자이다.